# Sabatierova reakcija
Sabatierova reakcija ili Sabatierov proces predstavlja reakciju vodika i ugljik dioksida pri povišenoj temperaturi i tlaku u prisustvu nikala kao katalizatora pri čemu nastaju metan i voda. Umjesto nikala mogu se koristiti rutenij ili aluminij koji su efikasniji kao katalizatori. Sabatierova reakcija može se prikazati sljedećom jednadžbom:
CO2 + 4H2 → CH4 + 2H2O
Ovu reakciju otkrio je francuski kemičar Paul Sabatier.